# ݫ
ݫ حرف من الحروف الإضافية في الأبجدية العربية. يضاف هذا الحرف إلى الأبجدية العربية لترجمة بعض الأحرف الأجنبية ترجمة صوتية. يستخدم هذا الحرف في اللغة الأورمورية ليمثل صوتًا هوائيًا حنكيًا احتكاكيًا، وكذلك يستخدم في اللغة التوروالية.

## الكتابة
| الموقع من الكلمة: | معزول | بدائي | وسطي | نهائي |
| ----------------- | ----- | ----- | ---- | ----- |
| شكل الحرف:        | ݫ     | ݫ     | ـݫ   | ـݫ    |